# Media relations

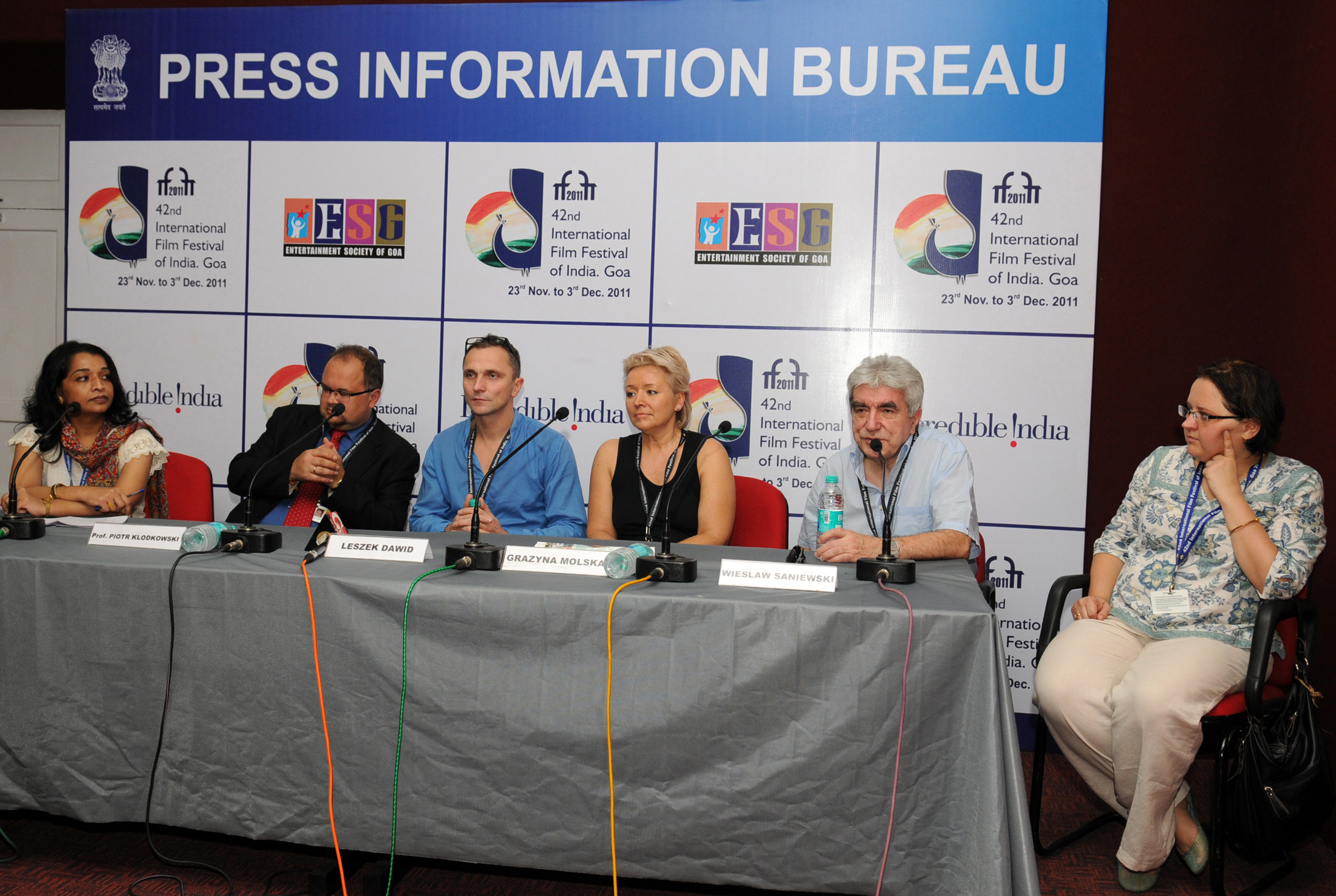
Konferencja prasowa podczas 42 Międzynarodowego Festiwalu Filmu Indyjskiego (IFFI-2011), w Panaji, Goa, 29.11.2011

Media relations – jeden z elementów PR mający na celu utrzymywanie poprawnych stosunków z mediami, dzięki którym możliwe jest utrzymywanie dobrej komunikacji danej organizacji z otaczającym ją środowiskiem społecznym. Dzięki stałym relacjom z dziennikarzami w Polsce możliwe jest lokowanie informacji ważnych dla organizacji. Do tego celu wykorzystywane są narzędzia: informacja prasowa, wywiad okolicznościowy, relacja telewizyjna, program radiowy, i inne. Efekty media relations mierzone są za pomocą między innymi monitoringu mediów. 